# Gornja Suvaja (Chorwacja)
Gornja Suvaja – wieś w Chorwacji, w żupanii zadarskiej, w gminie Gračac. W 2011 roku liczyła 36 mieszkańców.